# سد جاويد
 سد جاويد ، من السدود الجديدة التي أنشئت في عام 1979 م، في منطقة بشكروا في البادية الجنوبية لضيعة كوخرد التابعة لناحية كوخرد ( بالفارسية: بخش كوخرد ) من توابع مدينة بستك في محافظة هرمزغان في جنوب إيران.

## تسمية السد
يسمى هذا السد بــ(سد آل جاويد)، نسبتاً إلى بانيها « الحاج إسماعيل آل جاويد».

## تاريخ بناء السد
لقد تم بناه هذا السد في عام 1979 للميلاد في منطقة بشكروا الواقع في شمال جبل پل تير ، بمحاذاة قرية جاله، وهو سد كبير ويخزن الماء على مدار السنة.
- يغذي هذا السد مزارع النخيل والبساتين في منطقة بشكروا والمناطق التي تقع في جنوب شرقي بشكروا، وحتى محاذات قرية كوردان وأراضي أسفل جبل (طنب بردومه) من ناحية الجنوب المطلة على نهر مهران.
- يصف الشاعر معروف الكوخردي سد جاويد في هذه الأبيات قائلاً :

## وصلات خارجية
- سدشمو
- سد جابر
- سد بز
- سد بست كز
- التقسيمات الإدارية لمحافظة هرمزغان نسخة محفوظة 2 مارس 2012 على موقع واي باك مشين.